# Baguashan

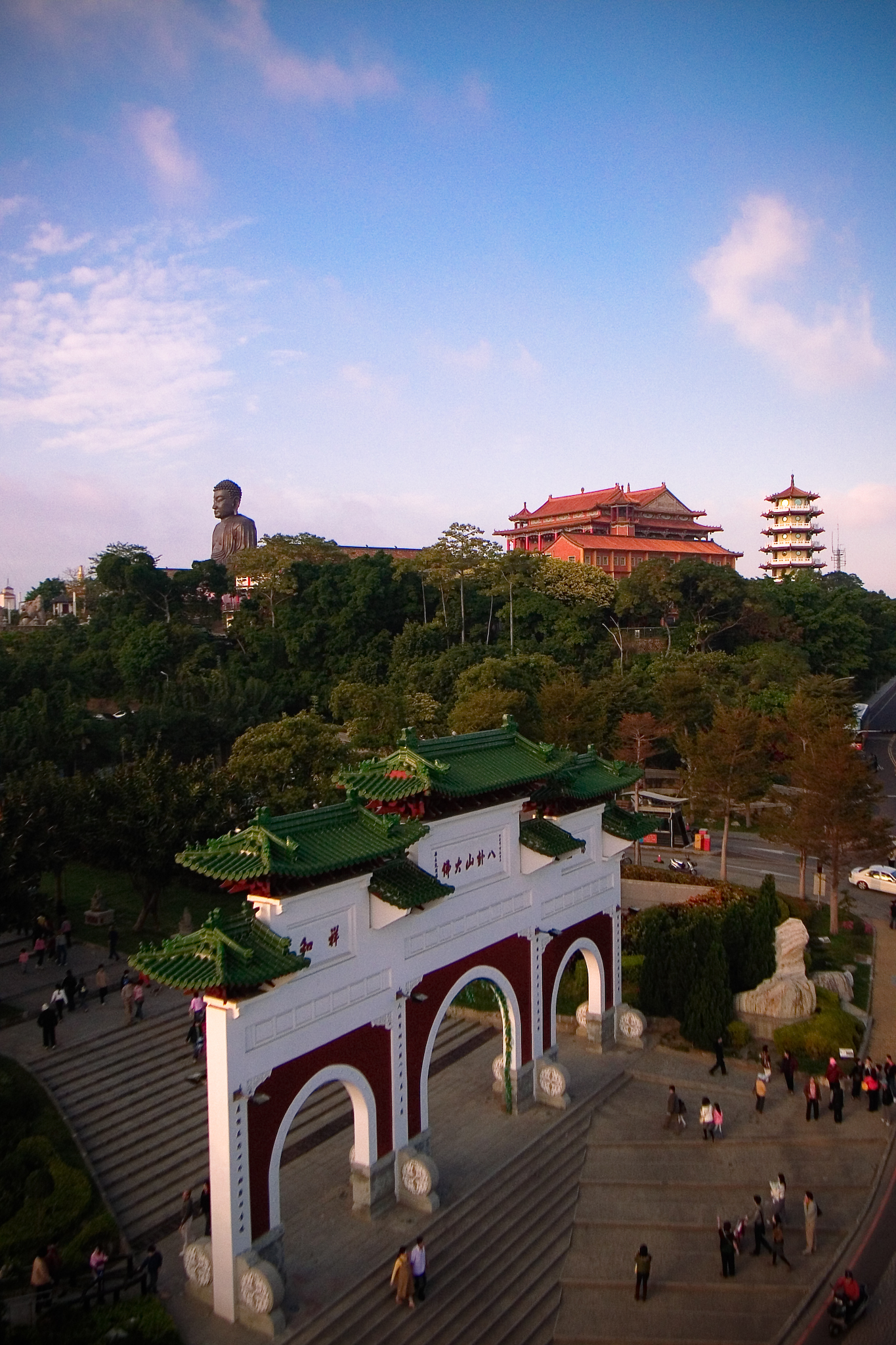
Blick auf den Bagua Shan

Der Baguashan (chinesisch 八卦山) ist ein Hügel und beliebtes Ausflugsziel in der taiwanischen Stadt Changhua. Seine bekannteste Attraktion ist eine begehbare Statue, der Große Buddha.

## Lage und Geschichte
Der 97 m hohe Baguashan liegt im Osten Changhuas, etwa 2 km vom Stadtzentrum entfernt. An seinem Hang entlang verläuft die Bagua-Straße, an der Besucherparkplätze und Sehenswürdigkeiten liegen. Trotz seiner verhältnismäßig geringen Höhe ist der Baguashan ein guter Aussichtspunkt, da seine Umgebung aus Flachland besteht. Das Gelände ist wie ein Park gestaltet und von Wanderwegen durchzogen.
In der Geschichte war der Baguashan, bedingt durch die strategische Lage Changhuas im Zentrum der westlichen Ebene, mehrfach Schauplatz militärischer Auseinandersetzungen. Während der Qing-Dynastie war das Gelände ein Rückzugsgebiet für Aufständische gegen die Qing-Herrschaft; im Jahr 1895 verschanzten sich hier taiwanische Freischärler, um den zu Beginn der Kolonialzeit einrückenden japanischen Truppen Widerstand zu leisten.
Der Name des Hügels bedeutet wörtlich „Berg der Acht Trigramme“.

## Sehenswürdigkeiten

### Der Große Buddha
Der Große Buddha, Wahrzeichen der Stadt Changhua, bildet den höchsten Punkt des Baguashan. Die 23 m hohe Figur, die den Buddha Siddharta Gautama darstellt, sitzt auf einer 4 m hohen Lotosblume auf einer Fundament-Fläche von 694 m². Die Figur wurde mithilfe von Spenden aus der Bevölkerung errichtet. Die Planungen und Arbeiten begannen 1956, wurden jedoch infolge von Unfällen und Naturkatastrophen zeitweise gestoppt, so dass die Figur erst 1966 fertiggestellt wurde. Der Große Buddha besteht hauptsächlich aus Stahlbeton. Sein hohler Innenraum ist in sechs Stockwerke unterteilt, die über eine Wendeltreppe zu erreichen sind. Im Erdgeschoss befindet sich ein kleiner Tempel, in den restlichen Stockwerken ist das Leben des Buddha in Figuren und Bildern dargestellt. Vom obersten Stockwerk aus bietet sich ein Ausblick über das Umland.

### Weitere Sehenswürdigkeiten
Im Rücken des Großen Buddha befindet sich ein gleichnamiger mehrstöckiger buddhistischer Tempel nebst einer Pagode. Weitere Sehenswürdigkeiten auf dem Baguashan sind der Wudi-Tempel, ein historischer Brunnen namens Hongmao Jing, ein Märtyrerschein für Gefallene der Armee der Republik China sowie eine Gedenkstätte zur Erinnerung an die 1895 im Widerstand gegen die Japaner gefallenen Kämpfer.

## Galerie

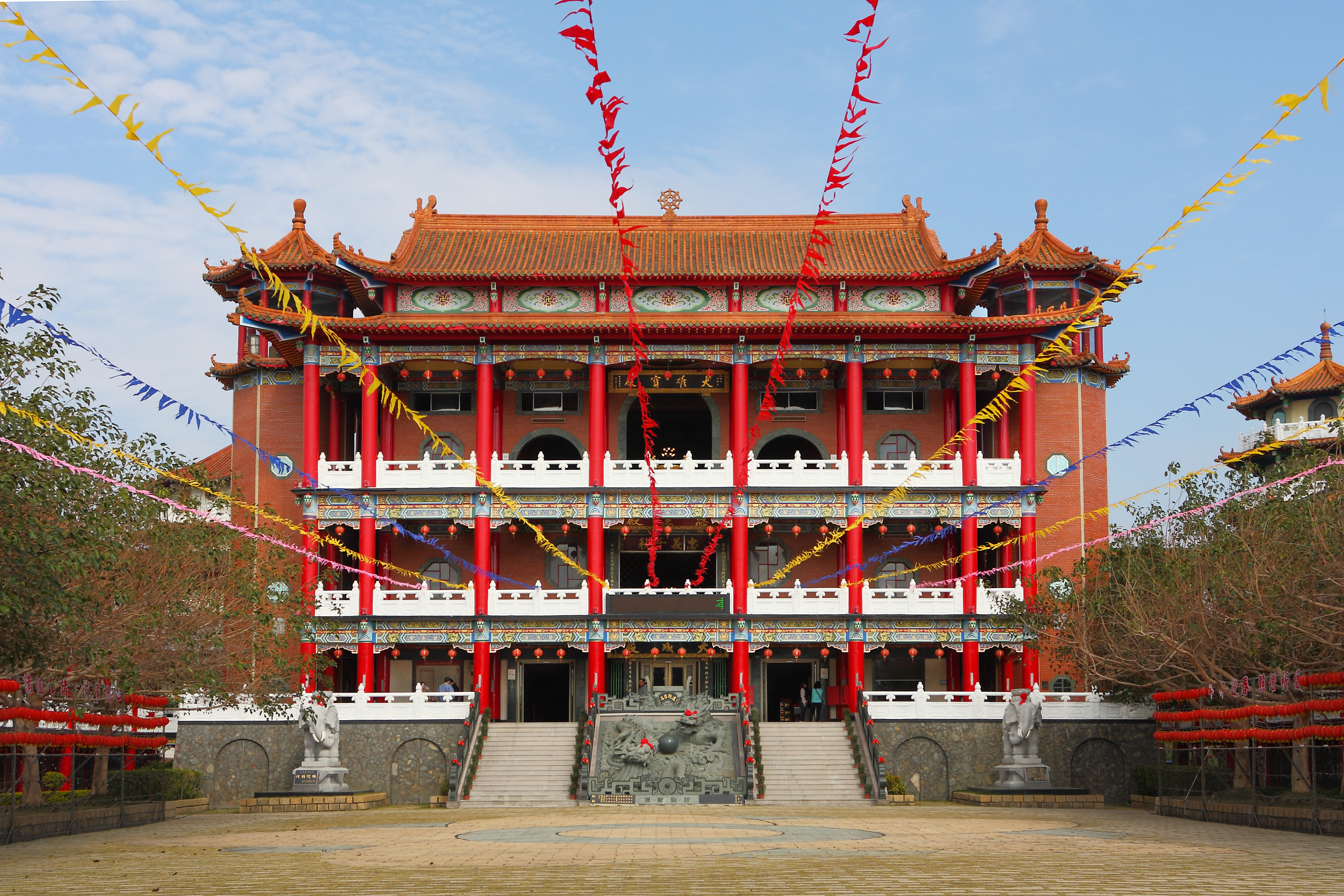
Der Tempel des Großen Buddha
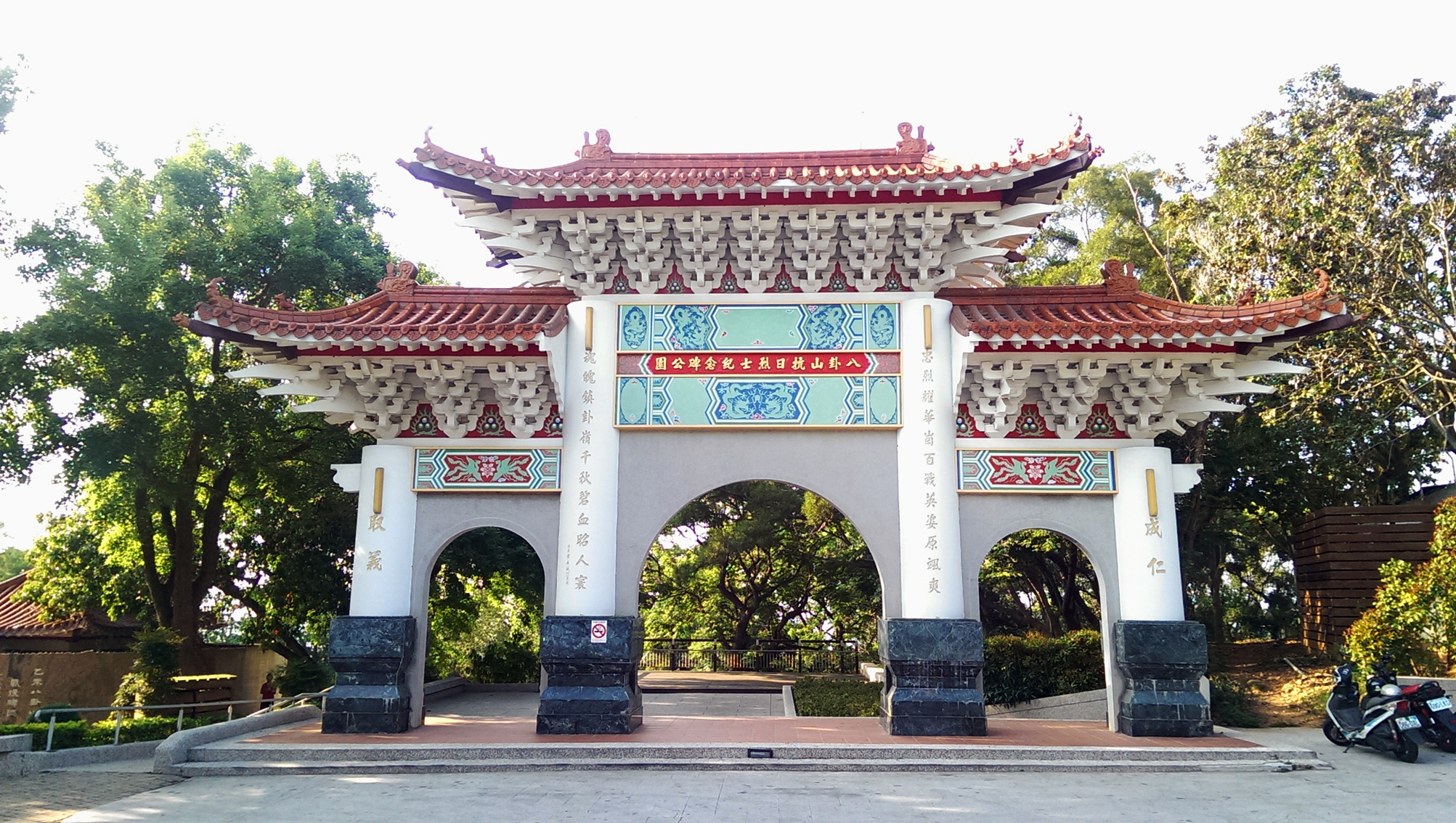
Torbogen zur Gedenkstätte an die Gefallenen von 1895
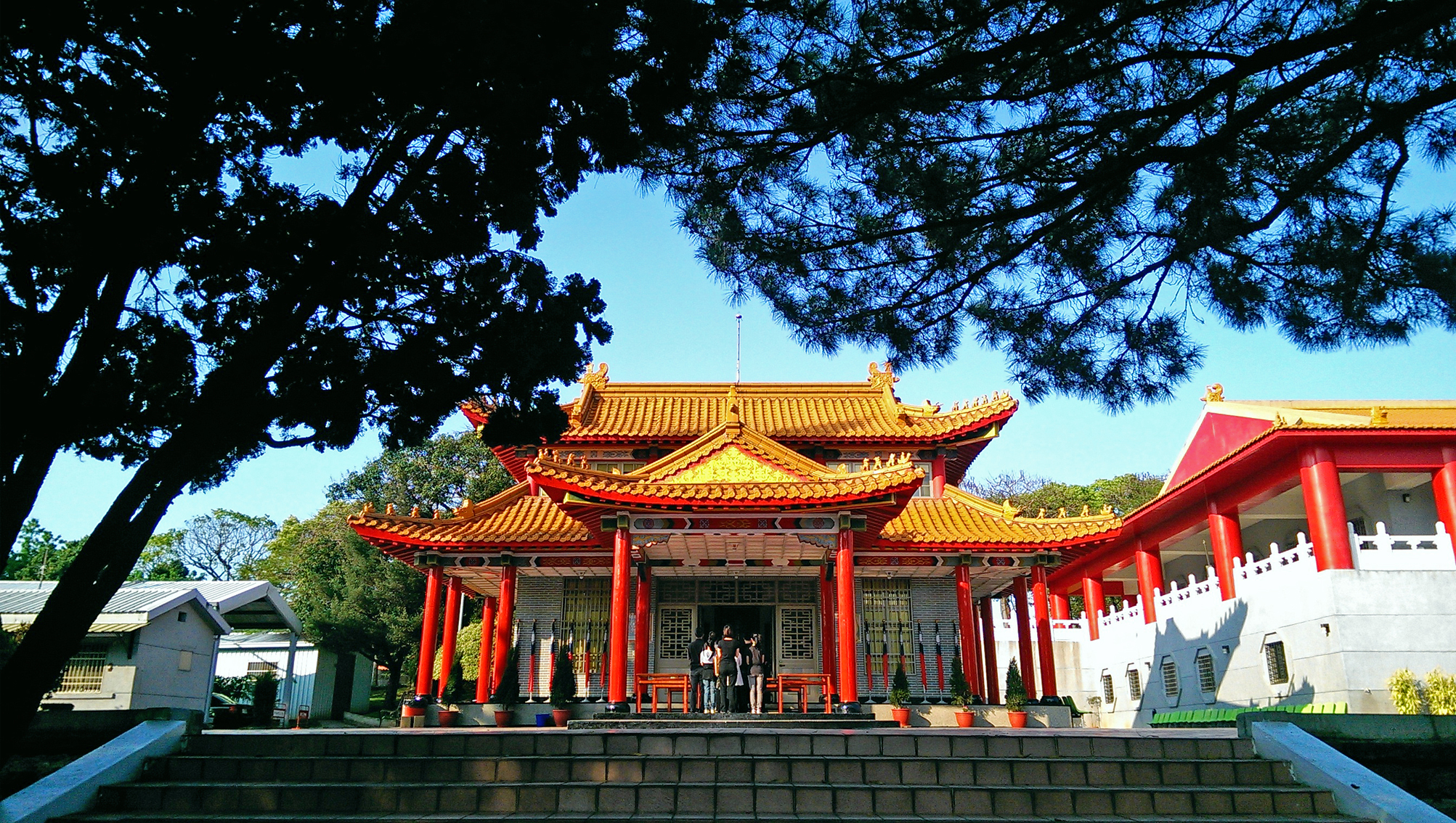
Der Märtyrerschrein